# Paul Velsinger
Paul Velsinger (* 17. September 1939 in Haldern; † 1. Dezember 2023) war ein deutscher Volkswirtschaftler. Er war Rektor der Universität Dortmund und befasste sich als Hochschullehrer vor allem mit Raumwirtschaftspolitik.

## Leben
Velsinger besuchte das Heilig-Geist-Gymnasium in Knechtsteden und anschließend das Heilig-Geist-Gymnasium in Menden. Er studierte Wirtschaftswissenschaften und Mathematik an der Universität Münster. Nach der Promotion 1968 zum Dr. rer. pol. folgte 1969 eine Forschungsprofessur am damaligen Sonderforschungsbereich Regionalpolitik an der Universität Münster. Von 1970 bis 1972 übernahm er einen Lehrauftrag in Planungs- und Entscheidungstheorie an der Universität Bielefeld. An die Universität Dortmund wurde er 1972 zum ordentlichen Professor auf den Lehrstuhl für Volkswirtschaftslehre mit dem Schwerpunkt Raumwirtschaftspolitik im interdisziplinären Fachbereich Raumplanung berufen. Er wurde 1978 zum dritten Rektor der Universität Dortmund, der heutigen Technische Universität Dortmund gewählt. In seine 11-jährige Amtszeit fiel die Eingliederung der Pädagogischen Hochschule Ruhr in die Universität Dortmund. Velsinger wurde 2004 emeritiert.

## Schriften (Auswahl)
- Entscheidungen ohne explizit formulierte Ziele bei unvollkommener Information. Untersuchung unter besonderer Berücksichtigung der Problematik der regionalpolitischen Entscheidung. Opladen 1971, OCLC 913624247.
- mit Lutz Schröter und Horst Zierold (Hg.): Aktuelle Probleme der Regionalentwicklung im Ruhrgebiet. Dortmund 1977, ISBN 3-88211-008-2.